# Reylynn Caster
Reylynn Caster (Wichita, 3 marzo 2003) è un'attrice statunitense.

## Carriera
Nel 2020 ha interpretato Lola Wight, la figlia maggiore della superstar della WWE Big Show (Paul Wight) ne Lo show di Big Show.
Nell'aprile 2021 ha assunto il ruolo di Faith Newman in Febbre d'amore, soap opera statunitense trasmessa dalla CBS, sostituendo Alyvia Alyn Lind.

## Filmografia

### Attrice

#### Cinema
- Wichita, regia di Nicholas Barton (2014)
- The Matchbreaker, regia di Caleb Vetter (2016)
- Bender, regia di John Alexander (2016)
- Adventures of Dally & Spanky, regia di Camille Stochitch (2019)

#### Televisione
- Think. Create. Repeat. – serie TV, 6 episodi (2015)
- Speechless – serie TV, episodio 1x16 (2017)
- Walk the Prank – serie TV, episodio 2x16 (2017)
- Me, Myself & I – serie TV, 10 episodi (2017-2018)
- Just Add Magic – serie TV, episodio 2x19 (2018)
- American Housewife – serie TV, 7 episodi (2019)
- Lo show di Big Show – serie TV, 8 episodi (2020)
- Febbre d'amore – serie TV, 207 episodi (2021-in corso)

## Doppiatrici italiane
Nelle versioni in italiano dei suoi film, Reylynn Caster è stata doppiata da:
- Martina Tamburello in Lo show di Big Show